# Piłka siatkowa na Letnich Igrzyskach Olimpijskich 1996 – turniej plażowy mężczyzn
Na letnich igrzyskach w Atlancie w roku 1996 po raz pierwszy rozegrano turniej w siatkówce plażowej. W turnieju wzięły udział 24 zespoły. Turniej został rozegrany w dniach 23–28 lipca 1996 roku.

## Eliminacje
Eliminacje były wielostopniowe. Podzielone je na grupę zwycięską i przegranych. W grupie zwycięskiej rozegrano 4 rundy aby wyłonić dwóch półfinalistów, a w grupie przegranej rozegrano pięć rund aby wyłonić pozostałych dwóch półfinalistów. Drużyny zostały rozstawione według rankingu FIVB. Do kolejnej rundy w grupie zwycięskiej awansowali zawsze zwycięzcy meczów. W meczu rozgrywano tylko jednego seta. Dopiero mecz o 3 miejsce i finał rozgrywano do 2 wygranych setów.

### 1 runda - grupa zwycięska
W tej fazie eliminacji rywalizowały drużyny zajmujące miejsca 9-24 w rankingu.
Palinek-Pakosta (CZE) - Yuste-Prieto (ESP) : 1-0 (15-11)
Bosma-Jimenez (ESP) - Nurmufid-Markoji (IDN) : 1-0 (15-7)
Penigaud-Jodard (FRA) - Keel-Kreen (EST) : 1-0 (15-8)
Prosser-Zahner (AUS) - Drakich-Dunn (CAN) : 1-0 (15-6)
Ghiurghi-Grigolo (ITA) - G.Hamilton-R.Hamilton (NZL) : 1-0 (15-8)
Ahmann-Hager (DEU) -  Takao-Setoyama (JPN) : 1-0 (15-8)
Alvarez-Rosell (CUB) - Englen-Petersson (SWE) : 1-0 (15-3)
Maia-Brenha (PRT) - Everaert-Mulder (NLD) : 1-0 (15-8)

### 2 runda - grupa zwycięska
Roberto Lopes-Franco (BRA) - Palinek-Pakosta (CZE) : 1-0 (15-5)
Bosma-Jimenez (ESP) - Child-Heese (CAN) : 1-0 (15-1)
Zé Marco-Emanuel (BRA) - Penigaud-Jodard (FRA) : 1-0 (15-1)
Dodd-Whitmarsh (USA) - Prosser-Zahner (AUS) : 1-0 (15-10)
Kiraly-Steffes (USA) - Ghiurghi-Grigolo (ITA) : 1-0 (15-7)
Ahmann-Hager (DEU) - Kvalheim-Maaseide (NOR) : 1-0 (17-16)
Alvarez-Rosell (CUB) - Conde-Martinez (ARG) : 1-0 (15-11)
Smith-Henkel (USA) - Maia-Brenha (PRT) : 1-0 (15-7)

### 3 runda - grupa zwycięska
Bosma-Jimenez (ESP) - Roberto Lopes-Franco (BRA) : 1-0 (15-9)
Dodd-Whitmarsh (USA) - Zé Marco-Emanuel (BRA) : 1-0 (15-9)
Kiraly-Steffes (USA) - Ahmann-Hager (DEU) : 1-0 (15-5)
Smith-Henkel (USA) - Alvarez-Rosell (CUB) : 1-0 (15-13)

### 4 runda - grupa zwycięska
Dodd-Whitmarsh (USA) - Bosma-Jimenez (ESP) : 1-0 (15-6)
Kiraly-Steffes (USA) - Smith-Henkel (USA) : 1-0 (17-15)

### 1 runda - grupa przegrana
Przegrani z tejfazy eliminacji zajęli 17. miejsce
Palinek-Pakosta (CZE) - Everaert-Mulder (NLD) : 1-0 (15-6)
Child-Heese (CAN) - Englen-Petersson (SWE) : 1-0 (15-2)
Penigaud-Jodard (FRA) - Takao-Setoyama (JPN) : 1-0 (15-12)
Prosser-Zahner (AUS) - G.Hamilton-R.Hamilton (NZL) : 1-0 (15-8)
Ghiurghi-Grigolo (ITA) - Drakich-Dunn (CAN) : 1-0 (15-8)
Kvalheim-Maaseide (NOR) - Keel-Kreen (EST) : 1-0 (15-2)
Conde-Martinez (ARG) - Nurmufid-Markoji (IDN) : 1-0 (15-5)
Maia-Brenha (PRT) - Yuste-Prieto (ESP) : 1-0 (15-8)

### 2 runda - grupa przegrana
Przegrani z tej fazy eliminacji zajęli 13. miejsce
Maia-Brenha (PRT) - Conde-Martinez (ARG) : 1-0 (15-5)
Kvalheim-Maaseide (NOR) - Ghiurghi-Grigolo (ITA) : 1-0 (15-11)
Prosser-Zahner (AUS) - Penigaud-Jodard (FRA) : 1-0 (15-13)
Child-Heese (CAN) - Palinek-Pakosta (CZE) : 1-0 (15-9)

### 3 runda - grupa przegrana
Przegrani z tej fazy eliminacji zajęli 9. miejsce
Maia-Brenha (PRT) - Zé Marco-Emanuel (BRA) : 1-0 (15-12)
Kvalheim-Maaseide (NOR) - Roberto Lopes-Franco (BRA) : 1-0 (15-10)
Alvarez-Rosell (CUB) - Prosser-Zahner (AUS) : 1-0 (15-6)
Child-Heese (CAN) - Ahmann-Hager (DEU) : 1-0 (15-7)

### 4 runda - grupa przegrana
Przegrani z tej fazy eliminacji zajęli 7. miejsce
Maia-Brenha (PRT) - Kvalheim-Maaseide (NOR) : 1-0 (15-3)
Child-Heese (CAN) - Alvarez-Rosell (CUB) : 1-0 (15-4)

### 5 runda - grupa przegrana
Przegrani z tej fazy eliminacji zajęli 5. miejsce
Maia-Brenha (PRT) - Smith-Henkel (USA) : 1-0 (15-13)
Child-Heese (CAN) - Bosma-Jimenez (ESP) : 1-0 (15-4)

## 1/2 finału
Dodd-Whitmarsh (USA) - Maia-Brenha (PRT) : 1-0 (15-13)
Kiraly-Steffes (USA) - Child-Heese (CAN) : 1-0 (15-11)

## Mecz o 3 miejsce
Child-Heese (CAN) - Maia-Brenha (PRT) : 2-0 (12-5, 12-8)

## Finał
Kiraly-Steffes (USA) - Dodd-Whitmarsh (USA) : 2-0 (12-5, 12-8)

### Końcowa klasyfikacja
| miejsce | Zawodnicy                               | Państwo           |
| ------- | --------------------------------------- | ----------------- |
| 1.      | Karch Kiraly Kent Steffes               | Stany Zjednoczone |
| 2.      | Mike Whitmarsh Mike Dodd                | Stany Zjednoczone |
| 3.      | John Child Mark Heese                   | Kanada            |
| 4.      | Miguel Maia João Brenha                 | Portugalia        |
| 5.      | Javier Bosma Sixto Jiménez              | Hiszpania         |
| 5.      | Sinjin Smith Carl Henkel                | Stany Zjednoczone |
| 7.      | Francisco Álvarez Juan Miguel Rosell    | Kuba              |
| 7.      | Jan Kvalheim Bjørn Maaseide             | Norwegia          |
| 9.      | Jörg Ahmann Axel Hager                  | Niemcy            |
| 9.      | Julien Prosser Leo Zahner               | Australia         |
| 9.      | Franco Neto Roberto Lopes               | Brazylia          |
| 9.      | Zé Marco de Melo Emanuel Rego           | Brazylia          |
| 13.     | Michal Palinek Marek Pakosta            | Czechy            |
| 13.     | Christian Penigaud Jean-Philippe Jodard | Francja           |
| 13.     | Andrea Ghiurghi Nicola Grigolo          | Włochy            |
| 13.     | Eduardo Martínez Martín Conde           | Argentyna         |
| 17.     | Javier Yuste Miguel Ángel Martín        | Hiszpania         |
| 17.     | Mohamed Nurmufid Markoji                | Indonezja         |
| 17.     | Avo Keel Kaido Kreen                    | Estonia           |
| 17.     | Ed Drakich Marc Dunn                    | Kanada            |
| 17.     | Reid Hamilton Glenn Hamilton            | Nowa Zelandia     |
| 17.     | Kazuyuki Takao Shoji Setoyama           | Japonia           |
| 17.     | Tom Englén Fredrik Peterson             | Szwecja           |
| 17.     | Michel Everaert Sander Mulder           | Holandia          |